# Attraction passionnée (ou passionnelle)
Pour les articles homonymes, voir Attraction.
L'attraction passionnée est une théorie imaginée par le philosophe utopiste français Charles Fourier (1772-1837).

## La théorie
Pour Charles Fourier, l'attraction passionnée serait l'attraction universelle (ou gravitation universelle) d'Isaac Newton étendue au monde social. Aussi naturellement que la Lune est attirée par la Terre (dans une moindre mesure, la Terre l'est également par la Lune), les êtres humains sont attirés par certaines personnes, certaines activités et certaines choses. Toujours selon Fourier, l'association libre des attractions (ou passions) permettrait d'atteindre l'harmonie.